# 默尼拉尔·特里帕蒂
默尼拉尔·特里帕蒂（英語：Manilal Tripathi，？—2012年12月1日），印度外交官，曾任印度驻罗马尼亚大使、驻毛里求斯高级专员、驻孟加拉高级专员和驻日本大使。

## 經歷
1970年，特里帕蒂進入印度外事服務部。
1985年9月至1988年8月，任印度駐渥太華副高級專員。1994年至1997年，任印度駐羅馬尼亞大使。1997年至2000年，任印度駐毛里求斯高級專員。2000年7月至2003年10月，任印度駐孟加拉高級專員。
2003年11月至2006年4月，任印度駐日本大使，2006年4月，退休。
2012年12月1日，特里帕蒂过世。

## 個人生活
默尼拉尔·特里帕蒂的妻子舍希·乌本·特里帕蒂（Shashi Uban Tripathi）同爲印度外交官。